# Гвоздєв Іван Олексійович
Іва́н Олексі́йович Гво́здєв — майор Національного антикорупційного бюро України, що відзначився у ході російського вторгнення в Україну, учасник російсько-української війни, Герой України з удостоєнням ордена «Золота Зірка» (посмертно).

## Життєпис
Іван Гвоздєв народився 16 листопада 1988 року в Києві. Більшу частину свого життя віддав службі в органах СБУ. У 2017 році перейшов на службу до новоствореного Управління спеціальних операцій Національного антикорупційного бюро України. З початком повномасштабного російського вторгнення в Україну в лютому 2022 року став на захист рідної землі. Загинув на початку вересня 2022 року в бою проти російських окупантів на Миколаївщині.

## Родина
У загиблого залишилися дружина та батьки.

## Нагороди
- звання «Герой України» з врученням ордена «Золота Зірка» (14 жовтня 2022, посмертно) — за особисту мужність і героїзм, виявлені у захисті державного суверенітету та територіальної цілісності України[2].